# أوليف فرازير
أوليف فرازير (بالإنجليزية: Olive Fraser)‏ (20 يناير 1909، أبردين في المملكة المتحدة - 9 ديسمبر 1977، أبردين في المملكة المتحدة)؛ كاتِبة وشاعرة بريطانية. درست في جامعة أبردين.